# 塔比莎·查温加
塔比莎·查温加（1996年5月22日—）是马拉维第一位为欧洲俱乐部效力的女足球员，司职前锋，1996年5月22日生于馬拉維首都利隆圭，现效力于奧林匹克里昂。
她是家里五个孩子中的第三个孩子，从5岁开始踢球。13岁时，她进入利隆圭的DD Sunshine俱乐部，直到18岁前往瑞典。她的胞妹特姆瓦·查溫加也是職業足球員。

## 荣誉与奖项
俱乐部
- 瑞典女子足球甲级联赛冠军: 2015[2]
- 中国女子足球超级联赛冠军：2019

个人
- 瑞典女子足球甲级联赛最佳射手: 2015
- 瑞典女子足球超级联赛最佳射手: 2017
- 瑞典女子足球超级联赛最有价值球员: 2017
- 中国女子足球超级联赛最佳射手：2018、2019
- 中国女子足球超级联赛最有价值球员：2018